# Günter Lorenz (Mörder)

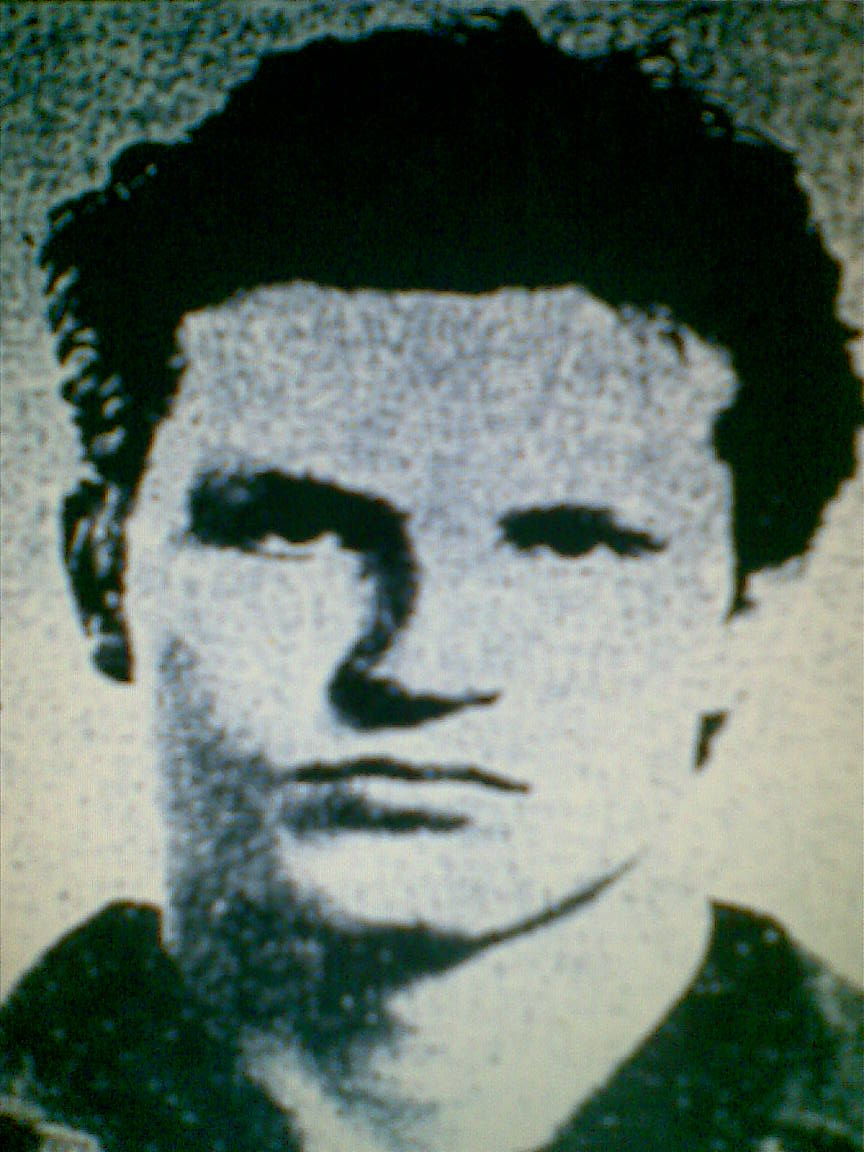
Günter Lorenz

Günter Lorenz (* 29. August 1964 in Wels) ist ein österreichischer Straftäter, der für einen der aufsehenerregendsten Mordfälle Österreichs in die Kriminalgeschichte einging.

## Doppelmord
Am 15. Februar 1983 fand man in der Ungargasse 12 in Wien-Landstraße die Leichen der 43-jährigen Sieglinde Eckert und ihrer ältesten, 18-jährigen Tochter Ursula. Ein Gerichtsmediziner stellte fest, dass beide Frauen mit Kopfschüssen aus einem Gewehr getötet wurden, das mit Explosivgeschossen geladen war. Die Körper der Toten waren derart entstellt, dass die Beamten zunächst nicht zwischen Mutter und Tochter unterscheiden konnten und erst die beiden jüngeren Töchter die beiden identifizieren mussten.
Trotz Befragung aller Nachbarn wollte niemand einen bewaffneten Mann gesehen, noch einen Schuss gehört haben. An der Wohnungstüre fanden sich auch keine Einbruchsspuren, was die Ermittler zu dem Schluss brachte, dass die Opfer den Täter gekannt haben mussten und ihm die Türe öffneten. Erst die Befragung einer Freundin von Ursula brachte die Beamten weiter. Diese sagte aus, sich kurz vor der Ermordung noch mit Ursula unterhalten zu haben, wobei diese ihr sagte, dass sie erst kürzlich wieder von ihrem Ex-Freund Paul besucht wurde und dieser eine Waffe dabei hatte. Weil er ihr jedoch unheimlich wurde, brach sie den Kontakt zu ihm ab. Der Polizei gelang es, Paul auszuforschen, der in Wirklichkeit Günter Lorenz hieß. Dieser war 18 Jahre alt, hatte gerade erst die Matura mit Auszeichnung bestanden und lebte in einer Wiener Hausmeisterwohnung. Bei den ersten Verhören bestritt er, etwas mit den Morden zu tun zu haben, bis die Fahnder persönliche Gegenstände der Opfer in seiner Wohnung fanden. Nun sagte er plötzlich aus, dass er seine Ex-Freundin ausrauben wollte, aber sich alleine nicht getraut habe. Deshalb habe er seinen 16-jährigen Cousin Peter Daubinger beauftragt, ihn zu begleiten. Dieser habe jedoch eine Waffe mitgebracht, die beiden Frauen erschossen und sei mit dem Löwenanteil der Beute geflüchtet. Da Daubinger unauffindbar war, löste die Polizei eine Großfahndung nach ihm aus und warnte vor dessen Gefährlichkeit. In den Medien wurde Daubinger derweil als wahrer Täter präsentiert.

## Geständnisse und Verurteilung

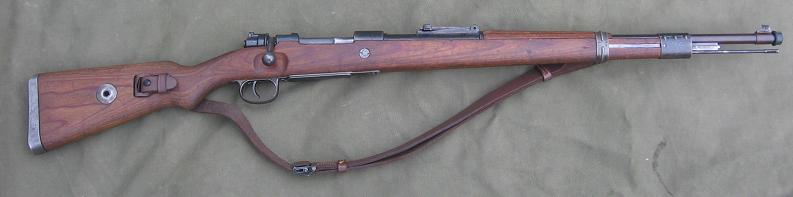
Karabiner 98k; mit einer Waffe dieses Typs verübte Lorenz alle drei Morde.

Erst nach zwei Tagen stundenlanger Verhöre verwickelte Lorenz sich in Widersprüche. So konnte festgestellt werden, dass Lorenz und Daubinger niemals, wie von Lorenz ausgesagt, 10.000, sondern maximal 2.000 Schilling erbeutet haben konnten und Daubinger somit auch nicht den Löwenanteil von 8.000 Schilling besitzen konnte. Schließlich gestand Lorenz, die beiden Frauen selbst erschossen zu haben. Er hatte dabei einen Karabiner 98k mit Explosivmunition benutzt, wie sie normalerweise zur Großwildjagd verwendet wird. Die Waffe hatte er zusammen mit der Munition anstandslos in einem Wiener Waffengeschäft erworben. Um sie verdeckt tragen zu können, hatte er den Kolben abgesägt und als Schalldämpfer ein Teppichstück verwendet. In der Folge gestand er schließlich auch die Ermordung seines Cousins, den er bereits am 9. Februar zu angeblichen Schießübungen zu einer verlassenen Baustelle am Donauufer nahe der Reichsbrücke gelockt, mit drei Schüssen getötet und anschließend enthauptet hatte, um dessen Identifizierung zu erschweren. Lorenz führte die Fahnder danach zu Daubingers Leichnam, den er unter einem Schneehaufen auf der Donauinsel vergraben hatte.
Die extreme Kaltblütigkeit und Reuelosigkeit des 18-Jährigen erstaunte nicht nur die Ermittler, sondern führte später auch zur Verhängung der Höchststrafe. Kurz bevor er ein schriftliches Geständnis verfasste, fragte er noch lächelnd, ob er denn im Gefängnis ein Studium beginnen und Sport betreiben könne, und informierte sich über die Bücherauswahl der Haftanstalten. Auch gab er bis heute kein nachvollziehbares Motiv an und sagte lediglich, die drei Opfer nicht gemocht zu haben und dass sie sich gegen ihn verschworen hätten. Daubingers Tötung versuchte er zuerst sogar als Notwehr darzustellen. Die Polizei nimmt an, dass er die Opfer aus reiner Lust am Töten ermordet hatte.
Trotz festgestellter Persönlichkeitsstörung und seelischer Abartigkeit in höherem Maße wurde er für zurechnungsfähig erklärt. Dozent Willibald Sluga von der psychiatrischen Universitätsklinik sagte, dass er kein einziges vergleichbares Delikt kenne, das von einem Geisteskranken begangen worden sei. Staatsanwalt Ernst Kloyber hatte „solche Verbrechen in 15 Jahren Berufserfahrung noch nicht erlebt“ und forderte die Höchststrafe, während Lorenz’ Verteidiger Gunther Gahleithner die schlechte Kindheit des Täters in den Vordergrund stellte und keine Verurteilung, sondern eine Einweisung in eine Anstalt forderte. Die letzten Worte des Angeklagten waren: „Mein Verteidiger gehört psychiatriert.“

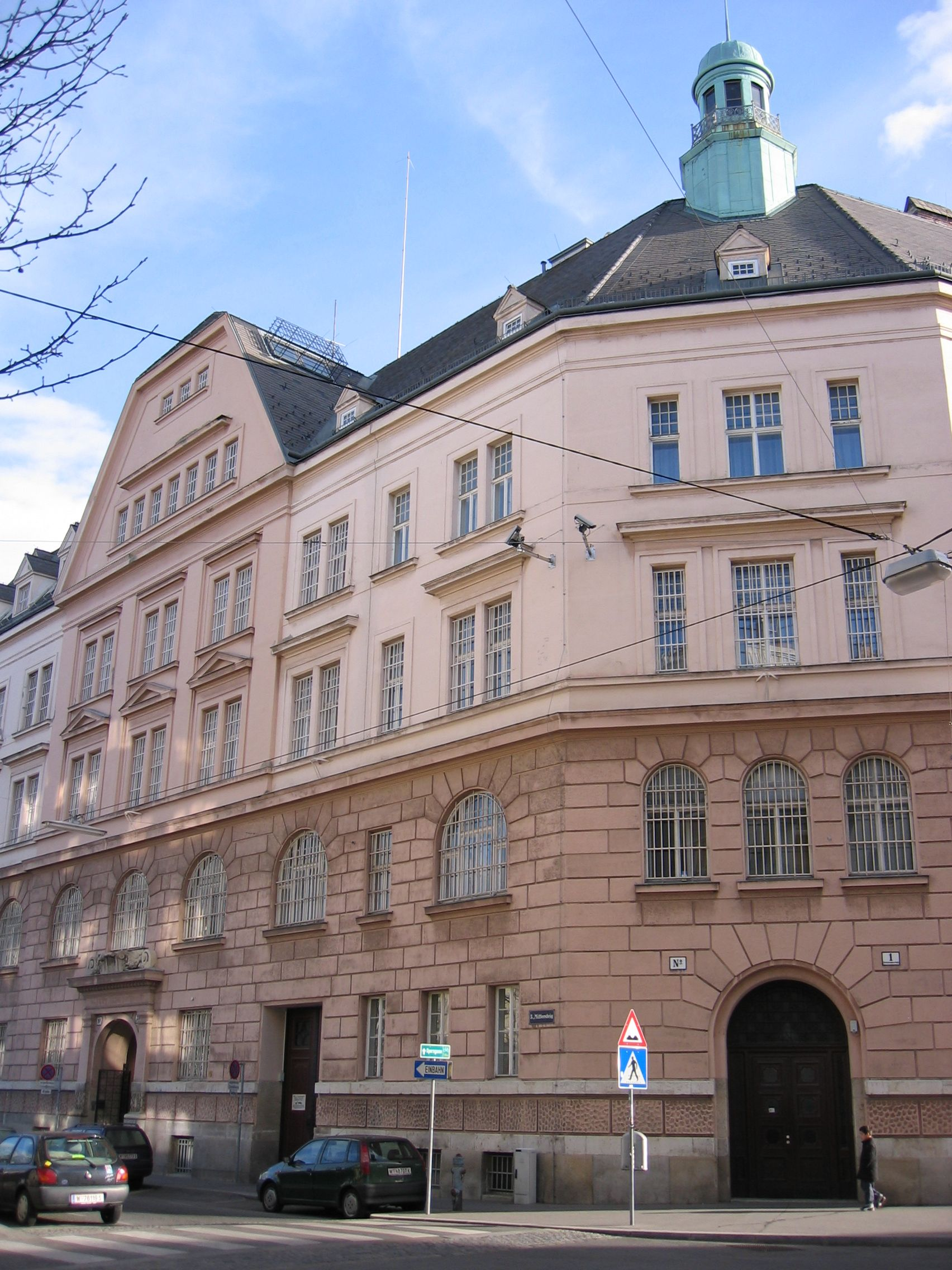
Justizanstalt Wien-Mittersteig; hier verbüßte Lorenz seine 20-jährige Freiheitsstrafe.

Am 14. März 1984 wurde Günter Lorenz vom Vorsitzenden Richter Paul Weiser zu 20 Jahren Haft verurteilt und in eine Anstalt für zurechnungsfähige, geistig abnorme Rechtsbrecher eingewiesen.

## Haft und Entlassung
2004 wurde seine Entlassung durch ein psychiatrisches Gutachten verhindert, worauf er in der JA Mittersteig durchdrehte, eine Psychologin bedrohte und Einrichtungsgegenstände zertrümmerte. Er musste von sieben Beamten überwältigt werden und wurde später in den Maßnahmenvollzug in der JA Stein überstellt.
Im Jahr 2017 wandte sich Günter Lorenz an den Europäischen Gerichtshof für Menschenrechte und gab an, seine weitere Festhaltung in der Justizanstalt Stein sei nicht rechtmäßig, da österreichische Gerichte es verabsäumt hätten, seinen Antrag auf Haftentlassung ordnungsgemäß zu prüfen und ihn gegebenenfalls in die Haftanstalt Wien-Mittersteig zur Vorbereitung auf die Haftentlassung zu überstellen. Der Europäische Gerichtshof für Menschenrechte gab Lorenz insofern recht, dass er eine Verletzung des Artikel 5 der Europäischen Konvention für Menschenrechte feststellte. In der Zusammenfassung des Österreichischen Instituts für Menschenrechte des Falls heißt es: „Die Anhaltung des Bf. während der fraglichen Überprüfungsperioden war deshalb nicht »rechtmäßig« iSd. Art. 5 Abs. 1 lit. a oder lit. e EMRK, weil die innerstaatlichen Gerichte es verabsäumt haben, die Frage seiner Verlegung ins Gefängnis Wien-Mittersteig zu prüfen [...] und es in den Überprüfungsverfahren 2011/12 und 2013 an einer ausreichenden faktischen Grundlage fehlte, um über die Anträge des Bf. auf Entlassung zu entscheiden [...] Es erfolgte daher eine Verletzung von Art. 5 Abs. 1 EMRK (einstimmig).“
Im selben Jahr befand der Gerichtspsychiater Wolfgang Soukop, Lorenz stelle weiterhin eine Gefahr dar. Der Verdacht auf Schizophrenie besteht, da Lorenz Stimmen hörte und sich verfolgt fühlte. Eine medikamentöse Behandlung hinter Gittern wurde empfohlen.
Im Oktober 2022 wurde Lorenz bedingt aus dem Maßnahmenvollzug entlassen. Die Bedingungen sehen u. a. vor, dass der Mann rundumbetreut wird, Medikamente und psychotherapeutische und psychiatrische Behandlung in Anspruch nimmt und auf Alkohol und Drogen verzichtet.

## Sonstiges
Besonders der Rufmord an Daubinger löste Empörung aus. Dessen Bild wurde in den Zeitungen veröffentlicht und er wurde als Mörder, Doppelmörder und Killer betitelt, wobei man sich lediglich auf die Aussagen von Günter Lorenz stützte. Auch dessen von den Medien betonte Zugehörigkeit zur rechten Szene und seine angebliche Waffenvernarrtheit erwiesen sich als völlig haltlos. Viele Zeitungen veröffentlichten danach ein Entschuldigungsschreiben in ihren Tagesausgaben, in denen sie sich selbst des medialen Justizmordes anklagten.
Die Buch- und Filmrechte von Günter Lorenz sicherte sich das Magazin Stern und garantierte ihm dafür die Abdeckung der Anwaltskosten.
Die Taten lösten auch eine politische Diskussion über das Waffengesetz aus. Die beiden Abgeordneten zum Nationalrat Robert Lichal und Harald Ofner forderten eine Verschärfung des Waffengesetzes, während Innenminister Erwin Lanc und der Abgeordnete Hans Hobl betonten, mit Gesetzen allein solche Bluttaten nicht verhindern zu können. Es wurde kritisiert, dass es strenge Auflagen zum Erwerb von Faustfeuerwaffen, aber extrem liberale zum Erwerb von Langwaffen wie Pumpguns und Karabinern gebe. Da man jedoch bei der Einführung eines Waffenscheines für Langwaffen mehr als 1,2 Millionen Waffenbesitzern nachgehen müsste und man dann einen Anstieg des illegalen Waffenhandels befürchtete, blieb das Gesetz unangetastet.
Die bei den drei Morden verwendete Tatwaffe und originale Zeitungsberichte zu den Taten können im Wiener Kriminalmuseum besichtigt werden.